# Graphiphora haruspica
Graphiphora haruspica är en fjärilsart som beskrevs av Augustus Radcliffe Grote. Graphiphora haruspica ingår i släktet Graphiphora och familjen nattflyn. Inga underarter finns listade i Catalogue of Life.